# Oleg Orlov
Oleg Petrovitch Orlov (en russe : Олег Петрович Орлов), né le 4 avril 1953 à Moscou, est un militant russe pour les droits humains qui participe aux mouvements de l'après-Union soviétique.
Il est président du conseil d'administration du Centre des droits de l'homme « Memorial » et membre du conseil d'administration de la Société internationale, historique et éducative du Centre. De 2004 à 2006, Orlov siège au Conseil présidentiel pour la société civile et les droits de l'homme de la fédération de Russie. Grâce à son travail avec Memorial, Orlov reçoit le prix Sakharov en 2009. Il est membre du conseil politique fédéral du parti Solidarnost.
Régulièrement engagé comme observateur volontaire dans les zones de conflit — en particulier dans le Caucase du Sud, Oleg Orlov est victime d'un enlèvement le 24 novembre 2007. Il est finalement libéré après le vol de son matériel et des actions d'intimidation. En 2009, il entame une action judiciaire contre Ramzan Kadyrov, qu'il accuse d'être responsable du meurtre de Natalia Estemirova, mais finit par être lui-même attaqué par le président tchétchène. À partir de 2022, il s'engage contre l'invasion de l'Ukraine par la Russie et fait l'objet de mesures de surveillance. 
En 2023, il est arrêté puis condamné à plus de deux ans de prison en février 2024, pour avoir « discrédité » l'armée russe. Le 1er août 2024, il est libéré lors d'un échange de prisonniers.

## Biographie

### Jeunesse et études
Oleg Orlov naît le 4 avril 1953 dans la famille Orlov. Son père, Piotr Mikhaïlovitch, est ingénieur, diplômé du MEPHI (Institut d'ingénierie physique de Moscou); sa mère, Svetlana Nikolaïevna, est institutrice, diplômée de la faculté de philologie de l'université d'État de Moscou. Le XXe congrès du Parti communiste, qui condamne en 1956 le culte des adorateurs de Staline et révèle les crimes du régime stalinien, a un fort impact sur le père d'Oleg. À partir de ce moment-là, selon Oleg Orlov, son père devient un farouche opposant au communisme. Dans la cuisine de leur appartement moscovite, de nombreuses personnes se réunissent régulièrement pour tenir des conversations politiques, discuter et écouter des chants de bardes.
Orlov ne parvient pas du premier coup à entrer à l'université d'État de Moscou et intègre l'Académie agricole Timiriazevski. Après avoir suivi avec succès trois cours à l'académie, il est transféré à la faculté de biologie de l'université d'État de Moscou. Après avoir terminé ses études, il travaille à l'Institut de physiologie végétale de l'Académie des sciences de l'URSS.
En parallèle de son travail à l'institut, après le début de la guerre en Afghanistan en 1979, Orlov construit une machine à copier de fortune (hectographe) et publie pendant deux ans des tracts politiques dénonçant la guerre, à la situation en Pologne et à l’activité du mouvement « Solidarité ».

### Premières actions avec Memorial
En 1988, Orlov devient membre de l'organisation Memorial, un groupe dédié au soutien et à la réhabilitation des victimes de la répression politique en URSS, à la documentation des violations massives des droits de l'homme en URSS et à l'établissement de monuments aux victimes de la répression. L'organisation crée un musée et une bibliothèque consacrés à la répression politique et à la libération des prisonniers politiques,.
Par la suite, sur la base du groupe initial est créée la société pansyndicale bénévole et éducative historique « Memorial ». Orlov devient le coordinateur de son comité électif. De 1988 à 1989, il participe aux congrès préparatoires et est impliqué dans la fondation de Memorial,. Le mouvement est enregistré en 1991 et est rebaptisé par la suite et devient l'Organisation internationale historico-éducative de défense des droits de l'homme et de bienfaisance « Memorial ». Orlov est alors l'un des administrateurs de l'organisation.
En 1990, Orlov participe à la coalition électorale « Élections-90 », en tant que représentant autorisé du défenseur des droits humains Sergueï Kovalev lors des élections au Conseil suprême de la RSFSR, et après son élection travaille dans l'administration du Conseil suprême où il fait partie d'un comité pour les droits de l'homme,. Orlov travaille sur des lois traitant de l'humanisation du système pénitentiaire en Russie et de la réhabilitation des victimes de la répression politique. Tout en occupant ce poste, il devient simultanément président du conseil d'administration du centre des droits de l'homme « Memorial ».
Lors du coup d’État de Moscou en 1991, Orlov prend position en faveur de la « Maison Blanche russe ».

### Points chauds de l’ex-URSS et de la Tchétchénie
De 1991 à 1994, il est observateur dans les zones de conflit en Arménie, en Azerbaïdjan, au Tadjikistan, en Moldavie. Il documente le conflit entre Ingouches et Ossètes dans le Caucase du Nord. Il coécrit également de nombreux rapports pour Memorial.
À partir de 1994, Orlov et Sergueï Kovalev, président du Comité des droits de l'homme auprès du président russe, travaillent dans la zone de conflit militaire de la République tchétchène. Il rencontre personnellement les dirigeants tchétchènes Djokhar Doudaïev et Aslan Maskhadov, participe aux négociations en vue d'échanges de prisonniers et inspecte les hôpitaux et les camps de prisonniers de guerre.
En juin 1995, Oleg Orlov, au sein d'un groupe dirigé par Kovalev, participe à des négociations avec des terroristes qui, sous la direction de Chamil Bassaïev, ont capturé des otages dans la ville de Boudionnovsk. Après des négociations couronnées de succès, les membres du groupe de Kovalev (dont Orlov) se substituent volontairement aux otages afin de garantir l'échange convenu de la majorité d'entre eux,.
Par la suite, Orlov et Memorial accordent une attention particulière au problème des enlèvements dans le Caucase et aux victimes vivant parmi les populations pacifiques de la République tchétchène, de l'Ingouchie et du Daghestan. Orlov refuse l'offre de Kovalev de travailler dans la structure présidentielle des droits de l'homme.
En 2004, il devient membre du Conseil du président de la fédération de Russie pour le développement de la société civile et des institutions de défense des droits de l'homme, sous la direction d'Ella Pamfilova. En 2006, il finit par le quitter en signe de protestation contre une déclaration du président Vladimir Poutine concernant l'assassinat de la journaliste Anna Politkovskaïa ; il rejette la responsabilité de l’État russe, affirmant que cet assassinat a causé à la Russie une perte plus grande que celle représentée par les articles qu'elle a publiés,.
À partir du début de la deuxième guerre de Tchétchénie en octobre 1999, Orlov dirige le travail de Memorial dans le Caucase du Nord, où des représentants de l'organisation travaillent, en particulier en Tchétchénie, en Ingouchie, au Daghestan, en Ossétie du Nord, en Kabardino-Balkarie et dans le kraï de Stavropol.
À partir d'avril 2004, Oleg Orlov est également membre du Conseil consultatif du Commissaire aux droits de l'homme de la fédération de Russie.

### Prise en otage d'Orlov à Nazran
Dans la nuit du 24 novembre 2007, la veille d'une manifestation à Nazran, la capitale de l'Ingouchie, Oleg Orlov et un groupe de journalistes de REN TV sont pris en otage dans un hôtel de Nazran par un groupe de personnes masquées équipées d'armes à feu. Tout en menaçant les otages, les ravisseurs leur enfilent des sacs noirs sur la tête et conduisent les otages hors de la ville jusqu'à un champ, où ils sont extraits de la voiture et battus. L’un des journalistes pris en otage déclare plus tard : « Ils nous ont battus en silence. Après cela, l’un d’eux a dit qu’ils allaient nous tirer dessus maintenant. Mais ensuite, avec un ricanement, il a ajouté : « C'est dommage que nous n'ayons pas apporté de silencieux », puis ils sont partis. ».
Les assaillants volent du matériel vidéo, des documents papiers, des téléphones portables et des effets personnels appartenant à Orlov et aux journalistes. Une heure avant l'attaque, la patrouille qui surveille l'hôtel Assa quitte son poste sur ordre de ses supérieurs. La voiture transportant les otages n'est pas arrêtée une seule fois en quittant la ville. Oleg Orlov et les autres victimes sont convaincus que les responsables sont des agents des services spéciaux et que l'attaque elle-même est « un acte d'intimidation »,.
À la suite de l'attaque, un procès est intenté en vertu de trois articles du Code pénal russe : « entrave au travail professionnel licite des journalistes » (article 144, partie 1), « pénétration illégale dans un logement avec recours à la violence » (article 139, partie 2) et « vol – pillage ouvert des biens d'autrui » (article 161, partie 1). Un groupe de militants russes des droits de l'homme fait appel au commissaire aux droits de l'homme de Russie, Vladimir Loukine, et à Ella Pamfilova, présidente du Conseil du président de la fédération de Russie pour le développement de la société civile et des institutions des droits de l'homme. Dans leur déclaration, ils dénoncent l'inexactitude des qualifications retenues pour le procès : « Les enquêteurs « n'ont pas pris note » que des « enlèvements » (point 126), des « menaces de meurtre » (point 119), des « agressions » (point 116) et des « atteintes délibérées à la santé » (point 112) ont eu lieu. Une course d'une heure et demie en chaussettes seules dans un froid glacial est déjà une base suffisante pour commencer à parler de traitements inhumains infligés aux victimes. Enfin, le « pillage de biens avec recours à la violence » n'est pas un « vol », mais un « vol qualifié » (article 162 de l'UKRF). ».

### Affaire judiciaire contre Ramzan Kadyrov
En 2009, Orlov accuse le président de la République tchétchène, Ramzan Kadyrov, d'être responsable du meurtre de Natalia Estemirova, journaliste travaillant pour Memorial, qui est survenu en juillet. En réponse à cette allégation, Kadyrov intente une action contre Orlov et le comité Memorial afin de protéger son honneur, sa dignité, sa réputation commerciale et d'obtenir une indemnisation pour préjudice moral. Le 6 octobre 2009, le juge satisfait partiellement à la demande de Kadyrov, en lui donnant droit à des dommages et intérêts d'élevant à 20 000 roubles pour Orlov et 50 000 pour Memorial »,. Le juge considère les déclarations d'Orlov accusant Kadyrov de faute personnelle ou indirecte dans la mort d'Estemirova comme discréditant l'honneur et la dignité de l'homme politique. Oleg Orlov précise qu'il n'accusait pas Kadyrov d'avoir participé directement au crime, mais qu'il est responsable de ce qui se passe dans la république de Tchétchénie. Orlov souligne que le dirigeant tchétchène a mis en place des restrictions si fortes contre les militants des droits de l'homme  qu'il leur est impossible d'y poursuivre leurs activités. Les militants sont également déclarés « cibles autorisées » par les autorités,. Le commissaire aux droits de l'homme de la République tchétchène, Nourdi Noukhajiev, annonce qu'Orlov « s'en est tiré à bon compte ». Selon Noukhajiev, Orlov, « dans ses déclarations partiales, a publiquement déshonoré l'honneur, la dignité et la réputation commerciale […] de Kadyrov. Et dans de telles situations, le juge devrait être plus sévère. ».
Le 6 juin 2010, pour cette même déclaration publique, Orlov est inculpé devant une juridiction pénale pour « calomnie » (article 129, partie 3 du Code pénal). Son procès débute le 13 septembre 2010. Il choisit Guenri Markovitch Reznik comme avocat pour assurer sa défense. Le responsable de l'accusation de l'État requiert une amende de 150 000 roubles. L'avocat représentant Kadyrov demande lui une peine de trois ans de prison,. Le 14 juin 2011, le magistrat du district judiciaire n°363 de Khamovniki à Moscou déclare Orlov non coupable. Le représentant de Kadyrov ainsi que le procureur de la République font appel de ce verdict.

### Affaire pénale contre Oleg Orlov
En 2023, des perquisitions à grande échelle sont menées aux domiciles d'employés de Memorial, accusés de « réhabilitation de l'idéologie nazie ». Oleg Orlov, alors coprésident du centre Memorial, fait en parallèle l'objet d'une enquête pour avoir « discrédité l'armée russe de manière répétée ». Il est alors inculpé et interdit de quitter le pays.
Le 21 mars 2023, vers 7 h du matin, des employés du Comité d'enquête de la fédération de Russie et du Centre E (surnom du Centre de lutte contre l'extrémisme en Russie) sont envoyés au domicile d'Oleg Orlov avec un mandat leur permettant d'effectuer une perquisition. D'autres perquisitions, en lien avec une affaire de « réhabilitation de l'idéologie nazie » (section « c », article 354.1 du Code pénal russe) sont menées en parallèle chez plusieurs employés de Memorial et chez leurs proches, ainsi que dans des bâtiments des rues Karetny Riad et Maliy Karetny. La plupart des occupants sont conduits au département de police du district de Tverskoï, puis au département d'enquête régional du Comité d'enquête russe,,. Lors de la perquisition, les forces de l'ordre saisissent son ordinateur portable, trois disques durs, plusieurs clés USB, des autocollants « Memorial », un badge « Non à la guerre ! » et un livre intitulé Russie - Tchétchénie : Enchaînement d'erreurs et d'échecs.
Quelques heures plus tard, une autre affaire pénale ouverte contre Oleg Orlov est révélée, le visant cette fois pour discrédit de l'armée russe (article 280.3 du Code pénal, section 1). L'affaire est initiée par l'enquêteur principal de la division d'enquête du Comité d'enquête du district de Tverskoï, I. Savchenko. Auparavant, Orlov a été sanctionné administrativement à deux reprises pour avoir manifesté contre la guerre ; il lui est là aussi reproché d'avoir cherché à discréditer les forces armées russes. Selon la décision de poursuite, elle est liée à une publication sur Facebook le 14 novembre 2022. Il s'agit d'une traduction russe d'un billet de blog intitulé « Ils voulaient le fascisme. Ils l'ont eu », publié par le média en ligne français Mediapart. L'article fait référence à l'invasion de l'Ukraine par la Russie.
Selon le communiqué de l'enquête, Orlov « se trouve dans un endroit non identifié » à Moscou ou dans la région de Moscou car il « a l'intention criminelle » de discréditer les Forces armées de la fédération de Russie. En guise de mesure de contrainte, l'enquêteur Savchenko ordonne à Oleg Orlov de s'engager à ne pas quitter le pays en signant un document dont la durée de validité n'est pas précisée. Lors de l'audience, il est accompagné du prix Nobel de la paix Dmitri Mouratov, qui déclare qu'Orlov est jugé « pour avoir respecté la Constitution russe » qui garantit la liberté d'expression. Orlov déclare : « Je ne plaide pas coupable [...] Je suis jugé pour mon opinion. À mon avis, l'envoi de troupes en Ukraine porte atteinte à la paix et à la sécurité internationale et va à l'encontre des intérêts des citoyens russes ».
Le 2 février 2024, le ministère russe de la Justice désigne Orlov comme « agent étranger », s'appuyant son opposition à la guerre en Ukraine et l'accusant de diffuser de « fausses informations » sur les actions gouvernementales. Human Rights Watch déclare que cette décision est une sanction à son encontre pour avoir dénoncé les violations des droits humains commises par le Kremlin en Russie et en Ukraine. Le 27 février 2024, le tribunal de Moscou déclare Oleg Orlov coupable et le condamne à une peine de deux ans et six mois de prison. Il est accusé d'avoir « discrédité » l'armée russe,. Le 15 mars 2024, Memorial annonce qu'Oleg Orlov est emprisonné dans une petite cellule d'un centre de détention, avec dix autres hommes. L'organisation affirme également qu'il a reçu un formulaire à signer dans lequel il doit déclarer sa volonté de participer à l'« opération militaire spéciale » russe en Ukraine. Il ne savent pas s'il s'agit d'un harcèlement à son encontre ou d'une tentative réelle de recrutement en prison.

### Libération en 2024
Le 1er août 2024, il est libéré par la Russie et quitte le pays dans le cadre d'un échange de prisonniers. Sont aussi échangés Vladimir Kara-Mourza, Alsu Kourmasheva, Evan Gershkovich, Paul Whelan et Ilia Iachine,.

## Distinctions
Avec Sergueï Kovalev, Lioudmila Alexeïeva et l'équipe de Memorial, il reçoit en 2009 le prix Sakharov du Parlement européen, qui récompense les figures de la lutte pour les droits humains.